# Батаєв Павло Петрович
Павло́ Петро́вич Бата́єв (ерз. Павел Петрович Батаевень; нар. 1915, Нові Сосни — пом. 24 січня 1942, Мединь, Смоленська область, РРФСР, СРСР) — радянський ерзянський поет.

## Життєпис
Народився у 1915 році в селі Нові Сосни Бугурусланського повіту Самарської губернії (нині Клявлинський район Самарської області). У 1934 році приїхав у Мордовію, в Саранськ, де працював редактором художньої літератури в Мордовському книжковому видавництві, і завідувачем у комсомольсько-молодіжній газеті «Лениэнь киява» («По Ленінському шляху»). Випустив кілька збірок віршів ерзянською мовою. Входить в число провідних письменників і поетів ерзянською мовою разом з М.Л. Іркаєвим, В. П. Кривошеєвим і Я. Григошиним.
У 1941 році Батаєв був мобілізований на фронт військовим кореспондентом, проходив службу в 53-й стрілецькій дивізії рядовим. 24 січня 1942 року загинув у бою. Похований у місті Мединь. Збереглися його вірші про війну.
Мы сегодня молоды и новы,

И храним, как мать, страну свою.

За неё мы грудью стать готовы -

Победить иль умереть в бою.

## Збірники
- Анкине (1934)[6]
- Карман эрямо (1934)[7]
- Ков валдоне (1933)[8]